# Abigeato

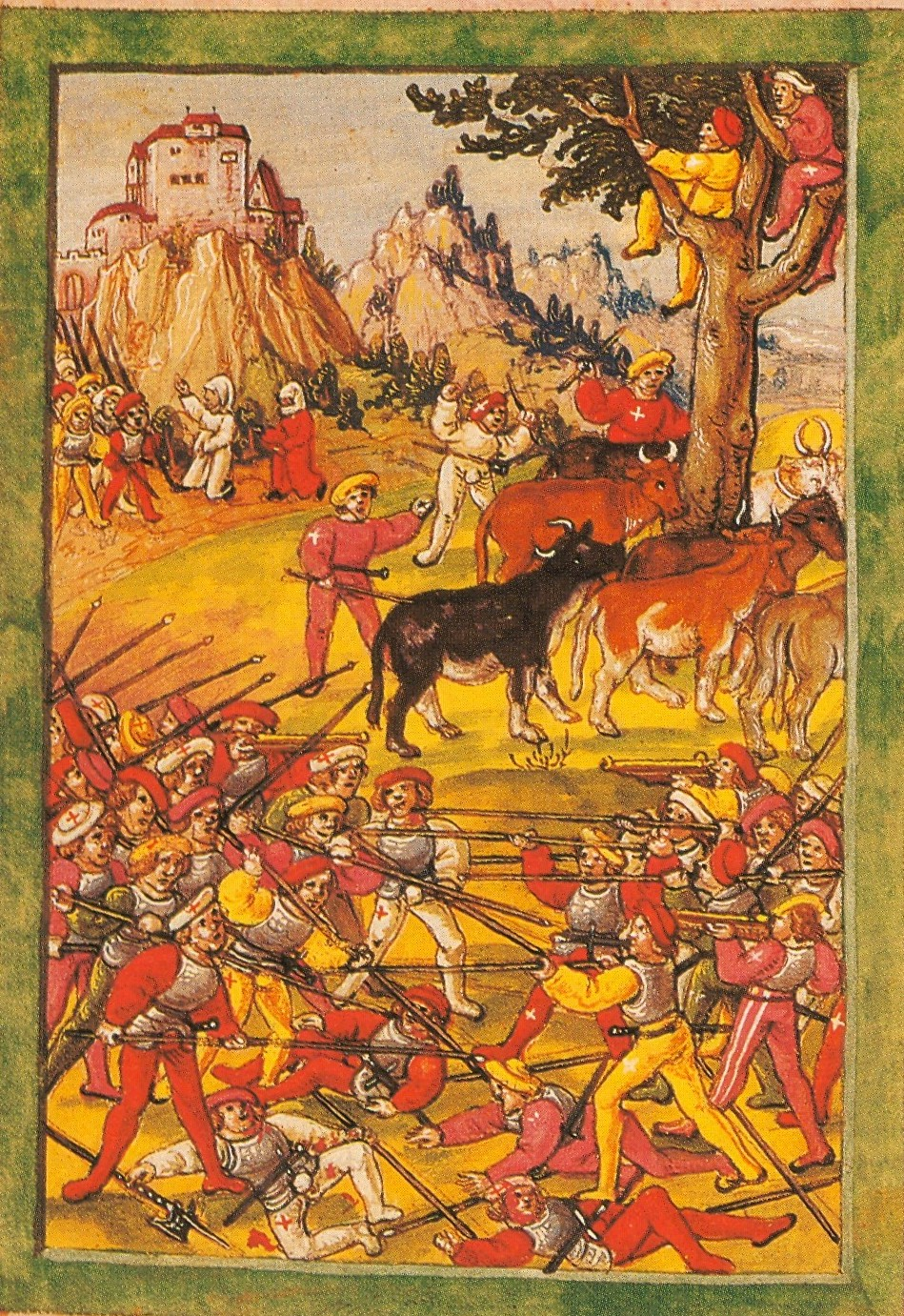
Furto di bestiame durante la Guerra sveva: i Lanzichenecchi svevi tentano di recuperare buoi rubati dagli svizzeri della Vecchia Confederazione (Luzerner Schilling, 1513)

L'abigeato, in diritto, è il reato di furto di bestiame, tipicamente quello oggetto di allevamento. La parola deriva dal tardo latino giuridico abigeatus, astratto di abigeus, 'ladro di bestiame', a sua volta dal verbo latino abigere, 'allontanare spingendo', composto di ab-, 'via', 'da', e agĕre, 'portare'. È detto abigeatario (o abigeo) il colpevole di abigeato.

## Storia
Furti e razzie di animali e persone sono praticati fin dal Neolitico e probabilmente anche prima. Per questo motivo il furto di bestiame è presente nella mitologia e in testi sacri da lungo tempo. Ad esempio è presente nel testo irlandese Táin Bó Cúailnge, nei Rgveda indiani (Panis). Nell'inno omerico a Ermes, quest'ultimo ruba del bestiame ad Apollo.
Nei miti antichi, l'abigeato è spesso associato a razzie e rapimenti di donne, come ad esempio il ratto delle Sabine. Nel diritto romano, era severamente punito in considerazione della gravità del danno arrecato al derubato, per la tipica connotazione di bene strumentale principale dell'attività dell'allevatore in genere svolta da quanto trafugato. L'abigeato è peraltro un reato di potenziali perniciose conseguenze sociali e di ordine pubblico, proprio in ragione dello scelus che se ne compie: è noto, infatti, che molte concatenazioni di crimini contro il patrimonio e contro la persona (sino a vere e proprie faide) hanno avuto origine da abigeati. Diventa un reato autonomo solo dopo l'imperatore Adriano, e soprattutto tra la fine del III e l'inizio del IV secolo, come attestato dalle Pauli Sententiae.
La gravità delle sanzioni è andata nel tempo attenuandosi con la minore percezione di gravità sociale dell'illecito dovuta alla progressiva minore importanza riconosciuta ai settori economici dell'agricoltura e della zootecnia.

## Nel mondo

### Italia
Dopo una certa diminuzione, la commissione di abigeati è tornata a crescere a partire dagli anni 2000 nelle aree agricole del territorio italiano, con conseguenze economiche sovente gravi per i derubati. Per la repressione dell'abigeato sono in uso diverse strategie, quali la regolamentazione dei mercati delle carni e le nuove tecnologie di marchiatura del bestiame. La persistenza di mercati clandestini strutturati, sempre più spesso con "operatività" internazionale, consente agli abigeatari di smaltire anche grossi quantitativi di capi che, attraverso frodi documentali di semplice realizzabilità, vengono ben presto immessi nuovamente sui mercati ordinari. Allo stato delle cose, la mera vigilanza territoriale resta la più efficace arma di contrasto del fenomeno.
Se il caso più frequente è quello di furto di una pluralità di animali da lavoro o da macello, si discute in giurisprudenza sull'eventuale configurabilità della fattispecie tipica anche per il caso di furto di singoli capi, ciò che parrebbe a tutta prima escluso dalla vigente normazione; pare invece escludersi la configurabilità nel caso di furto di singoli animali da diletto o da compagnia. Attualmente, nel diritto penale italiano l'abigeato non è più previsto come reato distinto, bensì solo come circostanza aggravante del furto, in particolar modo dall'art. 625, co. 1, n. 8) del codice penale italiano.